# Прошин Олександр Васильович
Олександр Васильович Прошин (23 лютого 1906, Мещеряковка — після 1998 року) — український художник; член Спілки радянських художників України.

## Біографія
Народився 23 лютого 1906 року в селі Мещеряковці (нині Аркадацький район Саратовської області Росії). Протягом 1924—1927 років навчався у Саратовському художньому технікумі.
Мешкав у Донецьку в будинку на вулиці 5-а Ларинка, № 32 та у будинку на вулиці Артема, № 200, квартира № 50.

## Творчість
Працював у галузях станкового живопису та мистецтва художнього оформлення. Автор картин: «„Искра“ в Донбасі» (1945); «Ранок на Азові», «Натюрморт» (1946); «Донецький вечір» (1948); «Пейзаж Донбасу» (1950) та інших.
Брав участь у художніх виставках з 1935 року.